# دنیل آوراموفسکی
دنیل آوراموفسکی (مقدونی: Даниел Аврамовски؛ زادهٔ ۲۰ فوریهٔ ۱۹۹۵) بازیکن فوتبال اهل مقدونیه شمالی است.
از باشگاه‌هایی که در آن بازی کرده‌است می‌توان به باشگاه فوتبال واردار، باشگاه فوتبال ستاره سرخ بلگراد و باشگاه فوتبال رابوتنیچکی اشاره کرد.
وی همچنین در تیم‌های ملی فوتبال زیر ۲۱ سال مقدونیه شمالی و مقدونیه شمالی بازی کرده‌است.